# Høkasse
En høkasse er en beholder isoleret med fx hø, hvori der kan anbringes en gryde med kogende indhold, der pga. isoleringen længe kan holdes tæt på kogepunktet. Grød og andre retter, der kræver lang tilberedningstid, kan tilberedes energieffektivt ved høkogning. Retten brænder heller ikke på eller koger over.
Da brændekomfurene i de større danske byer i fra begyndelsen af 1900-tallet og på landet
noget senere suppleredes og derefter erstattedes af gaskomfurer, blev høkassen et vigtigt køkkenredskab i den økonomiske husførelse, fordi den dyre gas ikke tillod anvendelse af eftervarme. Høkassen blev igen brugt under de to verdenskrige.
En variation af høkassen er at bruge sengen: gryden kan pakkes ind i aviser og placeres i sengen pakket ind i dyner.
Høkasseprincippet har i nyere tid igen fået betydning til energieffektiv og klimavenlig madlavning. I den forbindelser er der udviklet moderne "høkasser" i tekstil og med moderne isoleringsmaterialer.